# Purussaurus
A Purussaurus a hüllők (Reptilia) osztályának krokodilok (Crocodilia) rendjébe, ezen belül az aligátorfélék (Alligatoridae) családjába és a kajmánformák (Caimaninae) alcsaládjába tartozó fosszilis nem.

## Tudnivalók

Néhány óriás krokodilféle, köztük a piros színnel jelölt Purussaurus és az ember méretének összehasonlítása

A Purussaurus egy óriási kajmán volt, amely a miocén korban, 20,4–5,3 millió évvel élt ezelőtt, Dél-Amerika területén. A Purussaurust csak koponyamaradványokból ismerjük. Ezeket az Amazonas perui részén találták. A legnagyobb ismert koponya hossza 1453 milliméter, ennek alapján 10,3 méter hosszúnak és 5,16 tonna tömegűnek képzelik az állatot, ami azt jelenti, hogy az egyik legnagyobb valaha létező krokodil volt. Mivel azonban csak koponyákat találtak, a pontos méretéről nincsenek ismereteink. Egy másik becslés szerint ennél is nagyobb, 12,5 méter hosszú és 8,4 tonna tömegű lehetett. Másik két kihalt hüllő, a Sarcosuchus és a Deinosuchus hasonló méretűek voltak, de jóval korábban éltek, kora kréta, illetve felső kréta korszakokban.
2005 nyarán, egy francia–perui expedíció (Fitzcarrald-expedíció) során, újabb maradványokat találtak 600 kilométerre Limától.
Harapásának ereje becslések szerint hatalmas, 52500 N lehetett, de egy kihalt lajhárfélén talált nyomok alapján még ennél is erősebb, 70000 N körüli erőt is ki tudott fejteni, ami négyszer akkora, mint a ma élő rekorder bordás krokodilé. Nagy mérete és harapásereje miatt változatos étrenden élhetett, azaz ő lehetett ökoszisztémájának csúcsragadozója. Felnőtt példányai nagy méretű emlősöket, mint vendégízületeseket és notoungulatákat zsákmányolhattak, amelyeket a nála kisebb ragadozók nem tudtak levadászni. A kutatók szerint a Purussaurus nagy mérete a legnagyobb hátránya is volt egyben. A folyamatosan változó természeti környezet geológiai skálán nézve egyre csökkentette a túlélési esélyeit az idő előrehaladtával, amely egyébként is a kisebb fajoknak kedvezett. A kisebb méretű kajmánok, amelyek nem specializálódtak annyira, könnyebben túléltek.
A Purussaurus három ismert fajának fogméretei változóak, de általában 5 centiméter körüliek és kissé hátrahajlóak. Fogaik nagy méretű emlősök húsába vájására és megragadására szolgáltak. Csúcsuk felé kúpszerűen kissé ellaposodtak, így kis valószínűséggel törtek el, ha kemény csontba ütköztek.
Méretben a Sarcosuchus és a Deinosuchus voltak hozzá hasonlók, de azok a kréta korszakban éltek. Szélesebb, rövidebb orrnyílása és a nagy fejet megtartani képes tömzsi és erős nyak miatt valószínűleg nehezebb is volt náluk. Kortársa, a Rhamphosuchus Indiában élt, ez a faj azonban gaviálféle volt.
A koponya biomechanikai modelljének analízise alapján a Purussaurus is képes lehetett áldozatát megforgatva darabokra tépni, miután a krokodilfélék nem tudnak rágni és egyben kell lenyelniük minden táplálékot. Érzékszervei (szemek, fülek, orrlyukak) a feje tetején volt megtalálhatóak, amiből azt feltételezik, hogy akárcsak a modern kajmánok, lesből támadt.

## Élőhelye
Dél-Amerikában, Brazília, Kolumbia, Peru, Panama és Venezuela területén találták meg maradványaikat, trópusi vízpartokon. Kortársai voltak élőhelyén a Stupendemys (édesvízi óriásteknős), Charatosuchus és Gryphosuchus krokodilok, az amerikai kígyónyakúmadár, emlősök közül lajhárok, denevérek, rágcsálók, a vízidisznó 700 kilogrammot is elérő tömegű ősei, a Stirtonia nevű főemlős és folyóban élő delfinek, és ezek valószínűleg prédaállatai is voltak. Folyókban, árterekben és tavakban is élt. A venezuelai Purussaurus mirandai tengeri és édesvízi halakat, teknősöket, krokodilokat és emlősöket zsákmányolt. A Purussaurus neivensis változatos természeti környezetben élt, ahol Astrapotheria-félék, mint a Granastrapotherium és a Xenastrapotherium és a szárazföldön élő Langstonia krokodilszerű lény voltak a kortársai.

## Rendszerezés
A nembe az alábbi 3 faj tartozik:
- †Purussaurus brasiliensis Barbosa-Rodrigues, 1892 - típusfaj
- †Purussaurus neivensis Mook, 1941
- †Purussaurus mirandai Aguilera et al., 2006